# Avenue de l'Observatoire (Paris)
Pour les articles homonymes, voir Avenue de l'Observatoire.
L'avenue de l'Observatoire est une voie à cheval sur le 6e et le 14e arrondissement de Paris, aux confins des quartiers du Val-de-Grâce (5e), de l'Odéon et de Notre-Dame-des-Champs (6e), et de Montparnasse (14e).

## Situation et accès
L'avenue de l'Observatoire est desservie par le RER B à la gare de Port-Royal et la gare du Luxembourg.

## Origine du nom
Cette voie doit son nom à l'Observatoire de Paris à laquelle elle mène.

## Historique

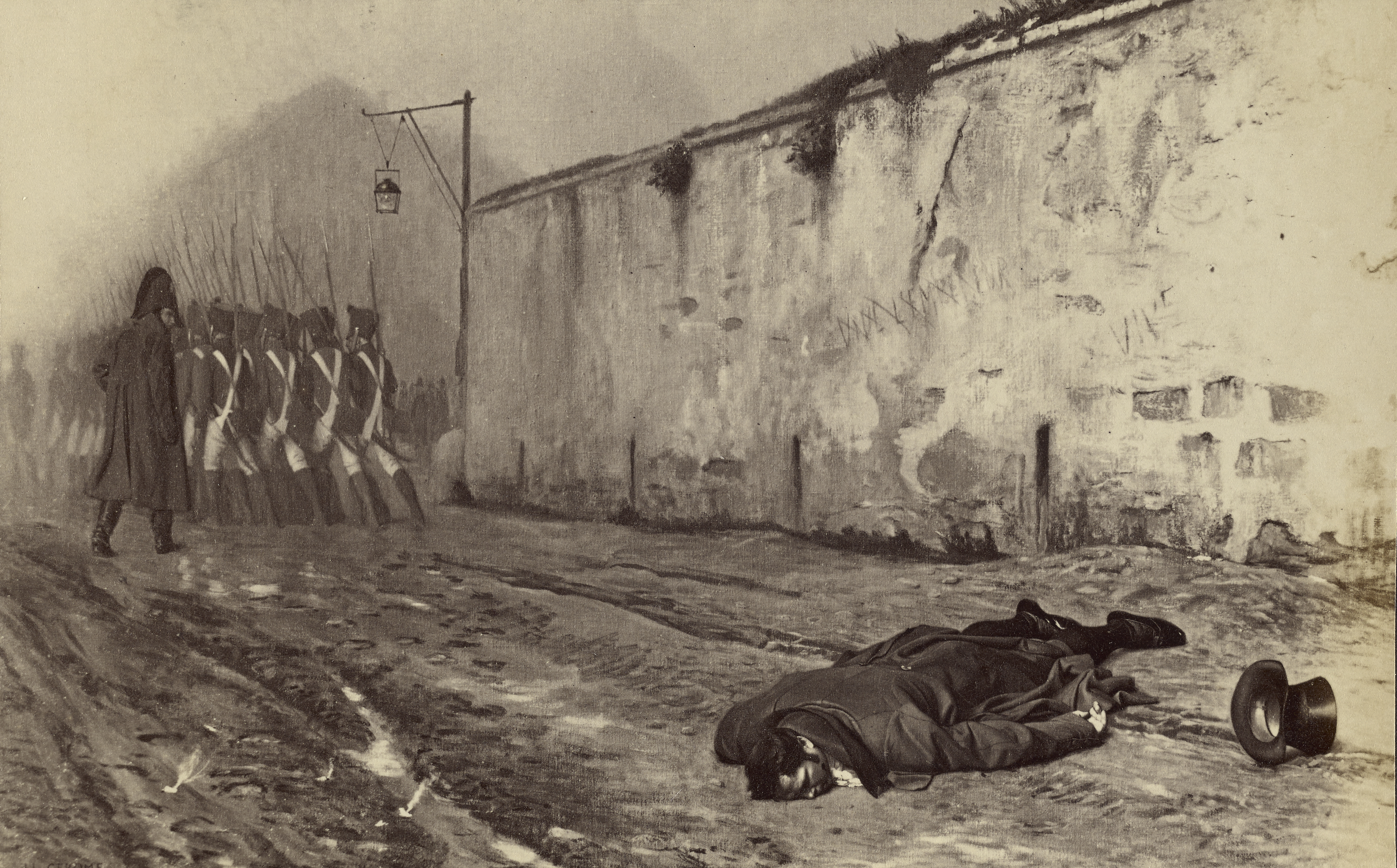
Exécution du maréchal Ney.

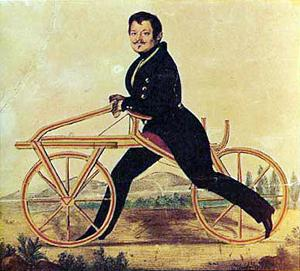
Von Drais et sa draisienne.

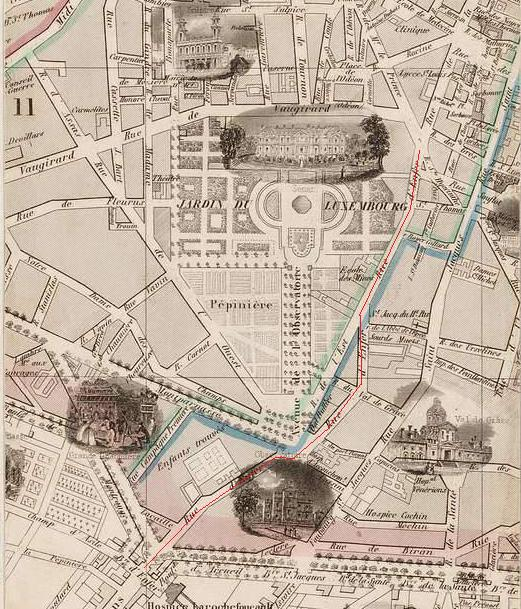
Extrait du plan Bénard (1857) avec l'avenue de l'Observatoire au centre.

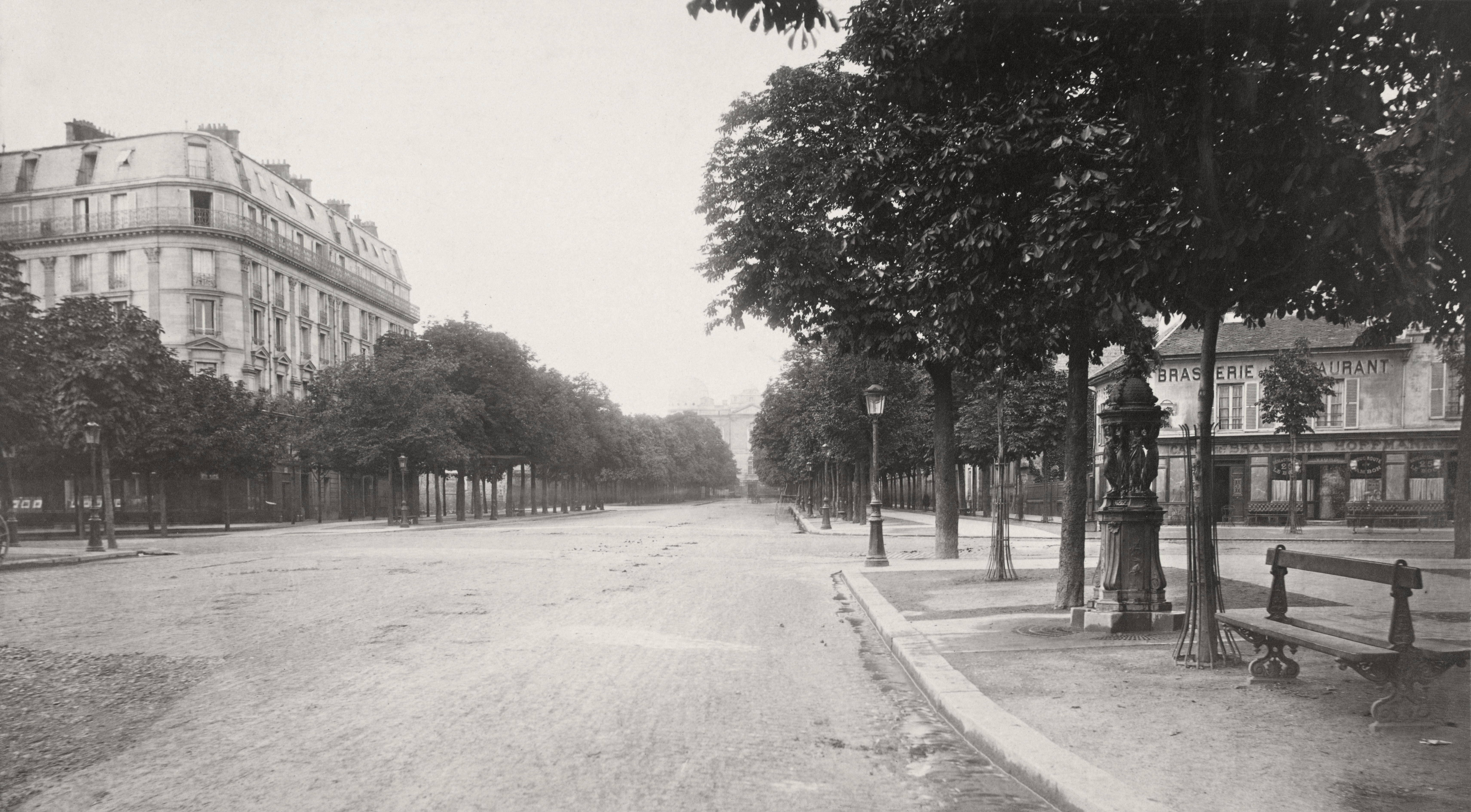
Avenue de l'Observatoire, par Charles Marville (vers 1853-1870).

Au XVIIe siècle, les monuments qui  fixent la double perspective de l’avenue sont indépendants l’un de l’autre. Le dégagement du palais du Luxembourg s’oriente vers la Seine par la rue de Tournon, le sud étant obstrué par le couvent des Chartreux. L’Observatoire est isolé, au-delà des limites de la ville, parmi les moulins et les vignes et négocie l’élargissement de son emprise vers la rue du Faubourg-Saint-Jacques. L’idée de relier les deux édifices vient des astronomes qui entendent matérialiser le méridien de Paris. Antoine Vaudoyer et Jean-François Chalgrin élaborent une allée plantée allant du Luxembourg jusqu’à la rue Cassini, tout en déviant, légèrement à l’est, le méridien.
Anciennement « avenue de la Pépinière » puis « avenue du Luxembourg », un décret impérial du 20 juin 1807 décide l'ouverture de l'avenue à partir de l'Observatoire de Paris dans l'axe du méridien de Paris sur les terrains de la chartreuse de Paris.
En 1790, l'ordre des Chartreux est supprimé. La chartreuse de Paris est confisquée et vendue comme bien national. Une loi du 27 germinal l'an VI (16 avril 1798) prévoit le percement de plusieurs voies à l'emplacement de l'enclos des Chartreux : l'avenue de l'Observatoire, la rue de l'Ouest (actuelle rue d'Assas) et la rue de l'Est (partie de l'actuel boulevard Saint-Michel). L'espace entre la rue de l'Est et l'avenue de l'Observatoire n'est pas loti mais réservé à l'établissement d'une pépinière. L'extrémité méridionale de cette avenue porte le nom de « Carrefour de l'Observatoire », jusqu'en 1811.
Le 7 décembre 1815, après un rapide procès organisé par la Chambre des pairs, le maréchal Ney, ancien prince de la Moskowa, est exécuté  entre l’entrée de l’avenue de l’Observatoire et la grille du jardin du Luxembourg, le long du mur d’un enclos correspondant aujourd'hui à l’emplacement de la station RER Port-Royal.
Pierre-Nicolas Berryer, avocat du maréchal, évoque dans son livre de souvenir ce passage macabre : « Le mur qui était en construction et ses débris furent bientôt recouverts de son sang ; la foule empressée se précipita pour en recueillir les moindres traces, avec la même ardeur que s’il se fût agi des morceaux de la vraie croix (…) ».
Une draisienne, ancêtre de la bicyclette est expérimentée à Paris par son inventeur, le baron badois Karl von Drais, en avril 1818 à ce même carrefour, à proximité des jardins de l'abbaye de Port-Royal,.
En 1866, l'avenue est prolongée et élargie de la rue d'Assas et du boulevard Saint-Michel jusqu'à la rue Auguste-Comte devant le jardin du Luxembourg. À cette occasion, deux jardins publics sont créés sur une surface de plus de 22 000 m2 : le jardin Marco-Polo et le jardin Robert-Cavelier-de-La-Salle. Leurs aménagements (grilles, candélabres) sont réalisés par Gabriel Davioud ainsi que l’alignement des colonnes et des statues symbolisant le méridien de Paris (voir supra).
Le 23 mars 1918, durant la Première Guerre mondiale, un obus lancé par la Grosse Bertha explose avenue de l'Observatoire.
Le 16 octobre 1959, en pleine guerre d'Algérie, François Mitterrand, alors sénateur de l'opposition, déclare être la victime d'un attentat, lequel se révélera avoir été simulé, au niveau du numéro 5 de l'avenue, épisode qui est connu sous le nom de l'attentat de l'Observatoire.
Au niveau de la gare de Port-Royal, la partie de l'avenue le long des voies de chemin de fer a été renommée avenue Georges-Bernanos et accueille les locaux du CROUS de Paris.
Le photographe Gyula Halász, plus connu sous son nom d'artiste Brassaï, est l'auteur de nombreuses photographies artistiques prises dans le quartier Montparnasse, dont l'une représente l'avenue en plein brouillard, un soir de l'année 1934.

## Bâtiments remarquables et lieux de mémoire
- L'avenue longe une partie des locaux du lycée Montaigne et constitue un angle de l'École nationale supérieure des mines de Paris (renommée Mines ParisTech).
- Le jardin Marco-Polo[Note 2] accueillant la Fontaine des Quatre-Parties-du-Monde ou fontaine Carpeaux et le jardin Robert-Cavelier-de-La-Salle.
- Le Monument à Francis Garnier par Denys Puech (1898).
- Une entrée du jardin du Luxembourg.
- No 1 (et 7, rue Auguste-Comte) : immeuble très ornementé construit en 1923 par l’architecte Henri Delormel[7] pour un commanditaire surnommé, selon un ancien propriétaire de l’immeuble, « le quincaillier de la Reine d’Angleterre » car il fournissait des robinetteries pour les paquebots anglais. Le « quincaillier » se suicida peu avant la fin des travaux en découvrant qu’une actrice dont il était amoureux, et à laquelle il avait l’intention d’offrir l’immeuble, le trompait[8]. En 1939, le bâtiment est mis à prix 1 800 000 francs lors d'une vente au Palais de justice[9]. L'ornementation en est remarquable : on peut y observer des consoles soutenues par des têtes de lions et des oriels soutenus par des têtes d’éléphants enroulant leur trompe autour d’une boule. En façade, on note également l’évolution des visages sculptés aux différents niveaux, immédiatement au-dessous des balcons. Au premier niveau, ce sont des têtes de bébés, puis, à l’étage au-dessus, des têtes d’adolescents ; ensuite, au niveau supérieur, des têtes d’adultes font office de support. Au dernier étage, enfin, ce sont des personnages d’âge mûr.

1, avenue de l’Observatoire
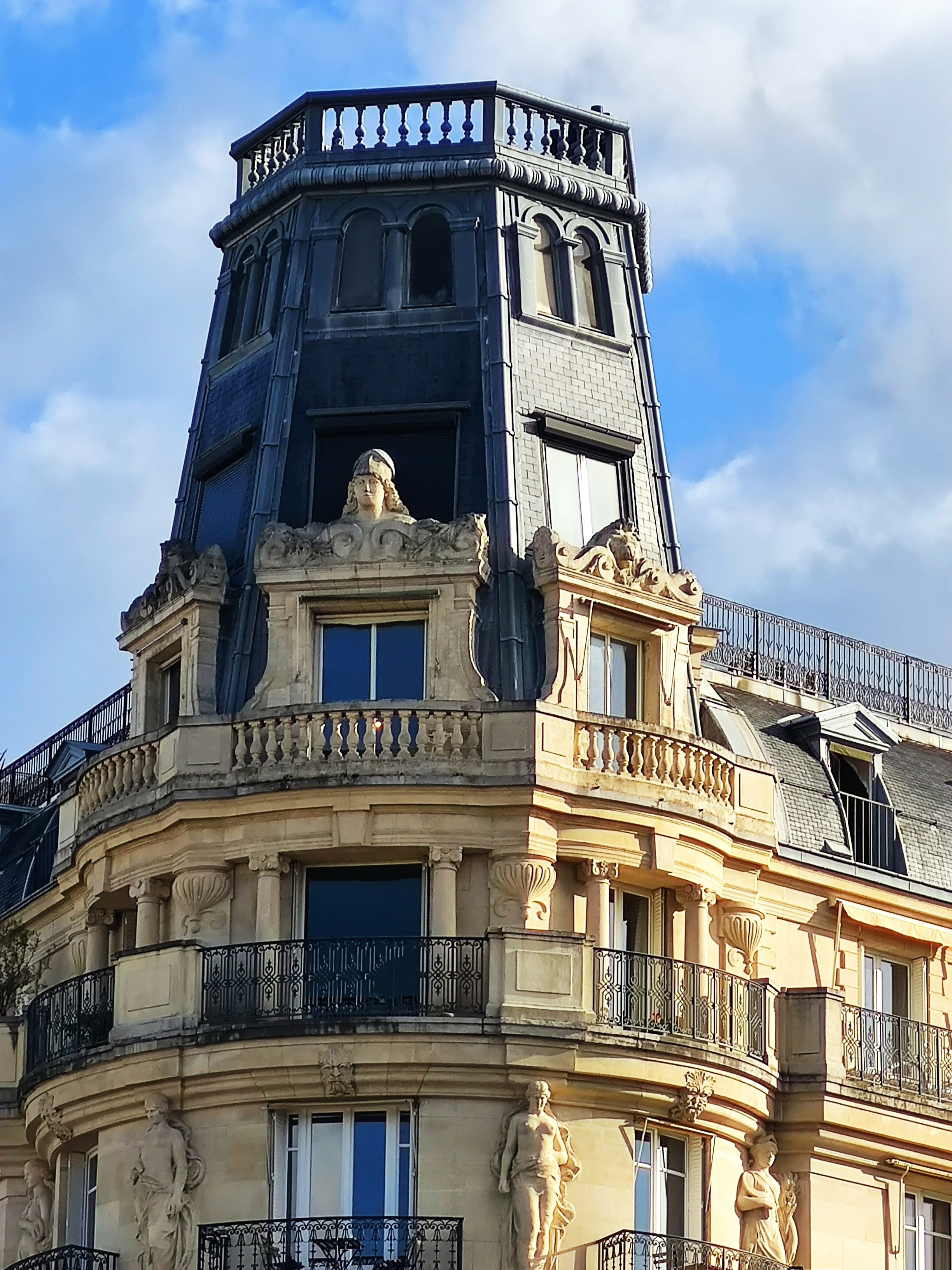
Étages supérieurs.
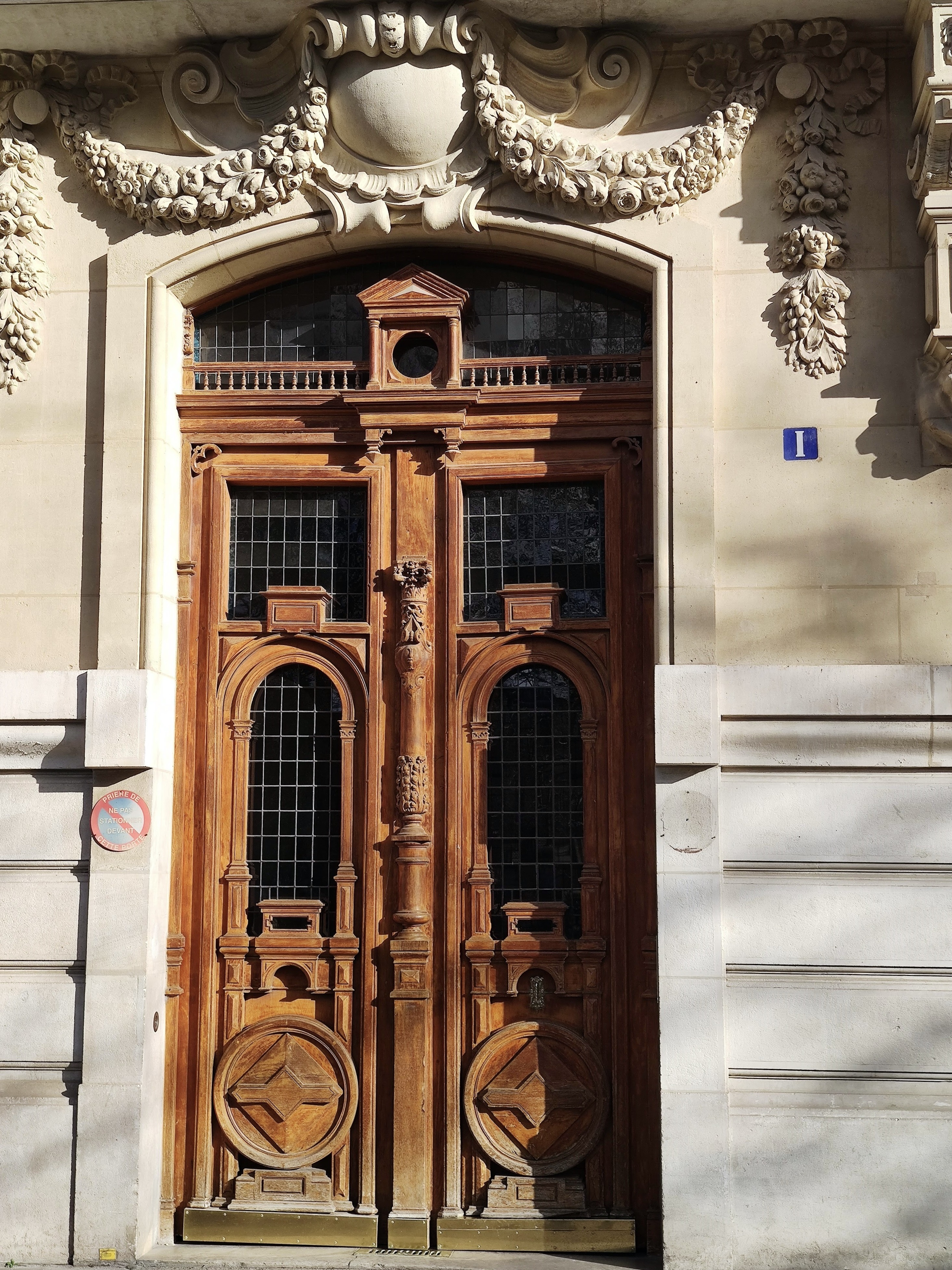
Porte.
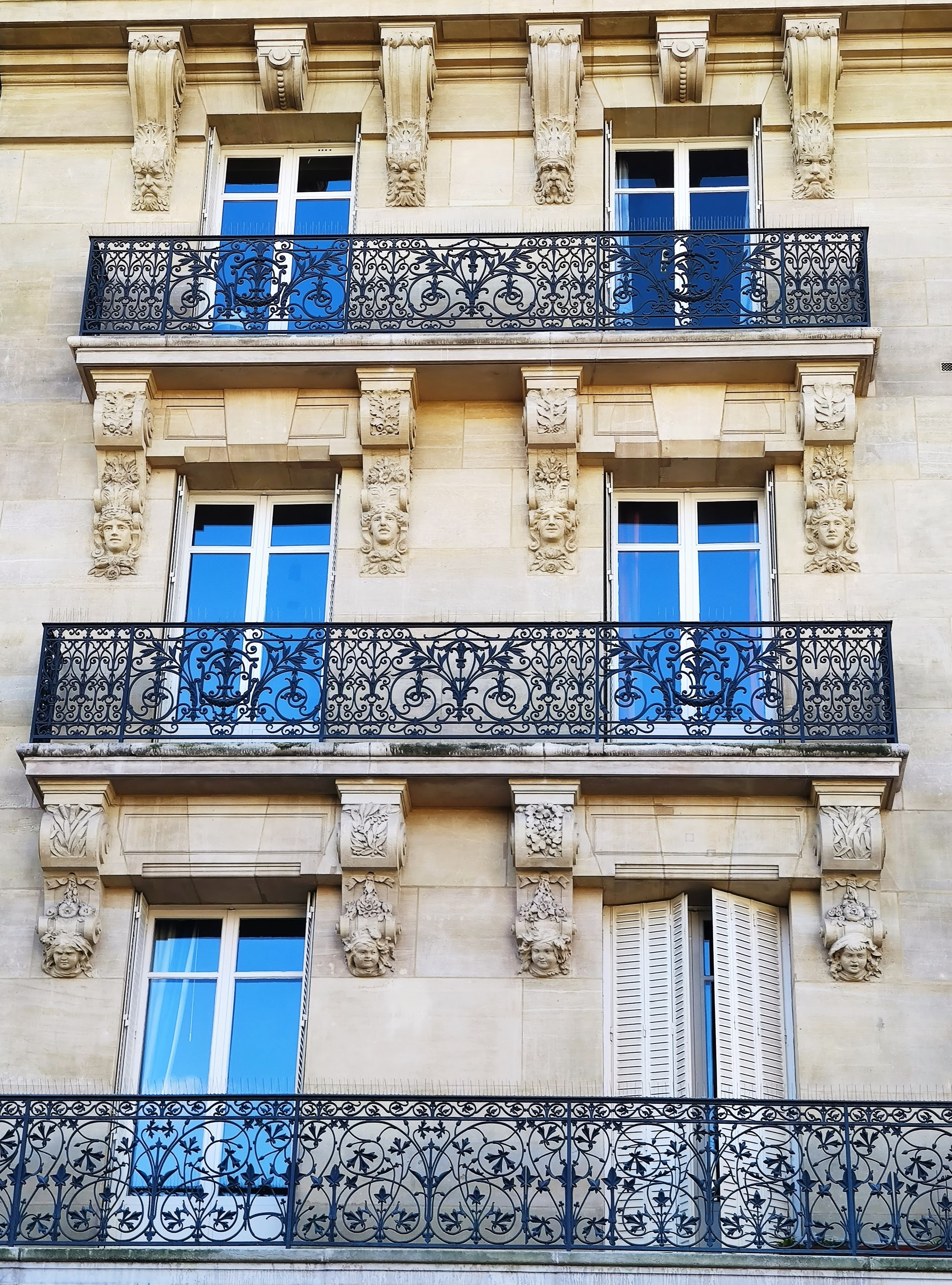
Mascarons : enfants, adultes et vieillards.
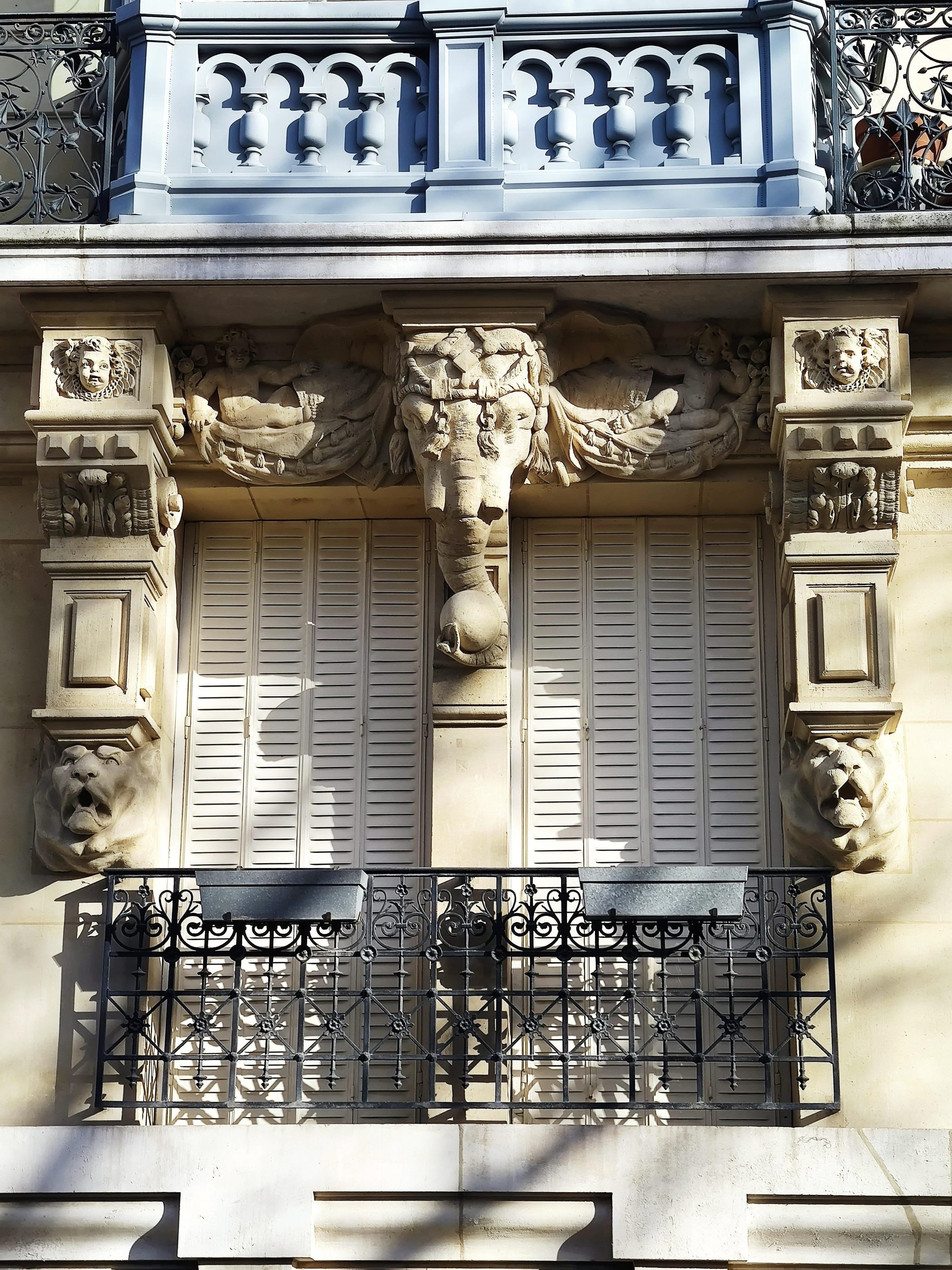
Tête d’éléphant.
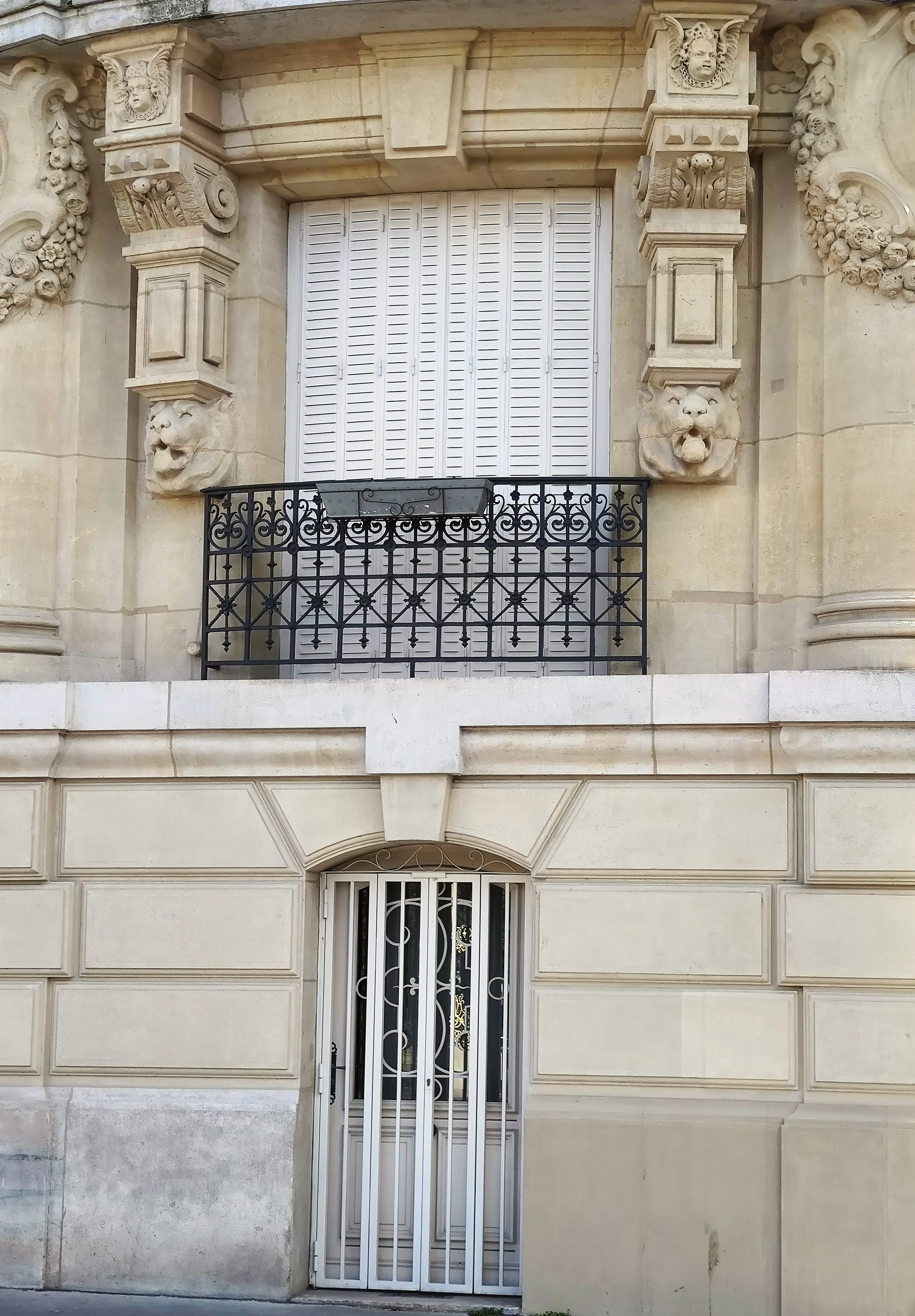
Tête de lions.
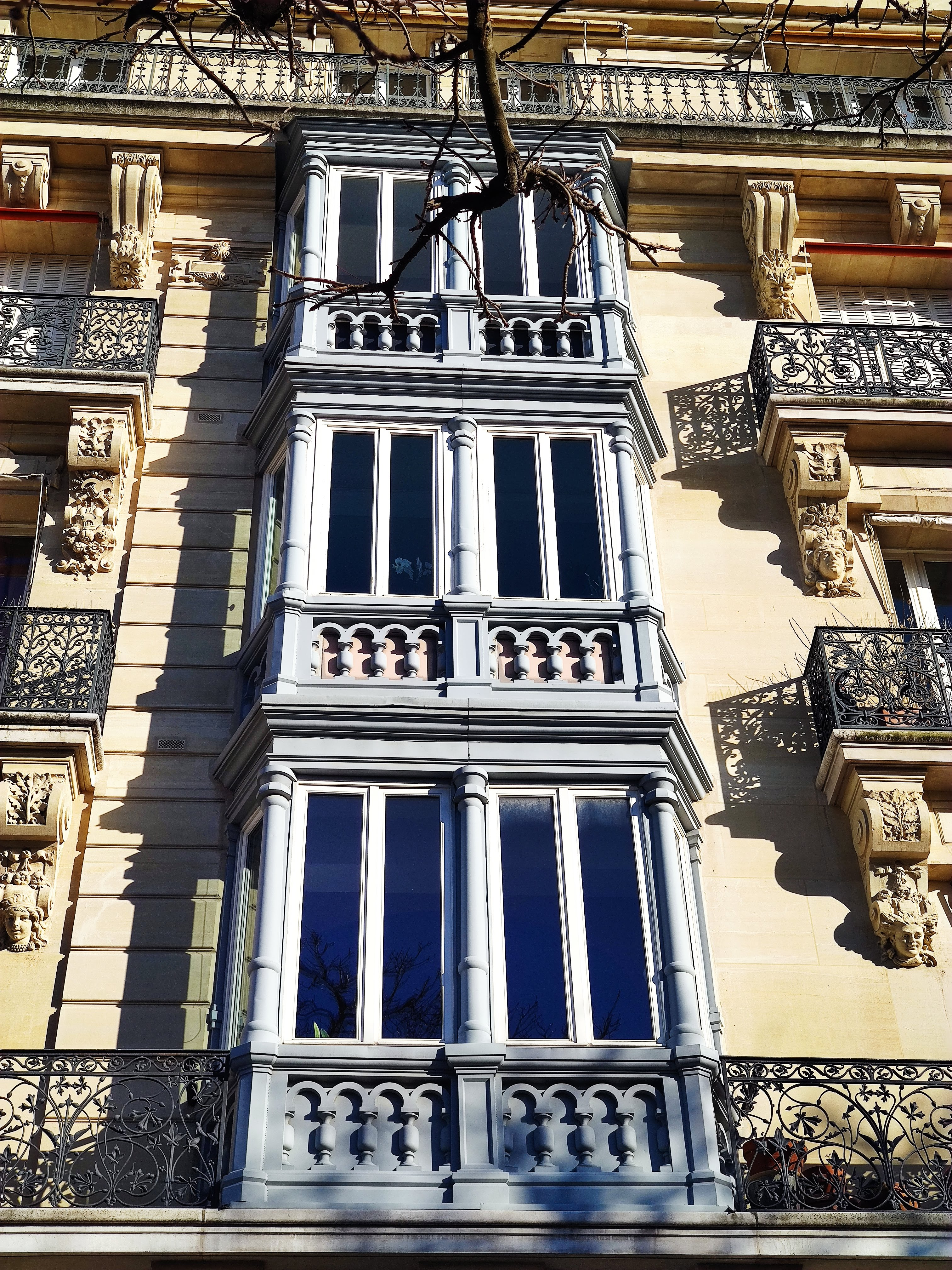
Oriels (côté rue Auguste-Comte).

- No 2 : bâtiment édifié en 1895 par l’architecte Yvon, comme le signale une plaque en façade ; à cette adresse se trouvent successivement le siège de l'École coloniale (1889-1934), l'École nationale de la France d'outre-mer (1934-1959), l'Institut des hautes études d'outre-mer (1959-1966), l'Institut international d'administration publique (1966-2002) puis des bâtiments appartenant à l'École nationale d'administration (depuis 2002).
- Nos 4-6 : faculté de pharmacie de Paris de Paris rattachée à Université Paris-Cité. Dans ces bâtiments se trouve également l'Académie nationale de pharmacie. Le lieu abrite aussi un jardin botanique.
- No 8 : Institut d'art et d'archéologie, construit par l'architecte Paul Bigot entre 1925 et 1928. Il est depuis le 9 septembre 1996 classé aux monuments historiques[10].
- No 10 : hôpital Tarnier et Monument au professeur Tarnier de Denys Puech (1905), à l'angle avec la rue d'Assas.
- No 15 : domicile du sculpteur et peintre Antonin Mercié (1845-1916), où il est décédé le 13 décembre 1916[11].
- No 20 (également 128, rue Notre-Dame-des-Champs et 171, boulevard du Montparnasse) : immeuble de rapport construit en 1903 par l’architecte F. Gayaudon. On y trouve le restaurant La Closerie des Lilas[12].
- No  29 : les parents de Romain Rolland vivaient dans un appartement[13] où l'écrivain, futur prix Nobel de littérature, vint habiter, après son divorce en 1901.
- No  31 : emplacement du bal Bullier, ouvert de 1847 à avant 1939, et jadis le siège social du Comité des fêtes de la Rive gauche, important acteur du Carnaval de Paris et, en particulier, des fêtes de la Mi-Carême[14]. À cet endroit s'élèvent le centre universitaire Jean-Sarrailh et le restaurant universitaire.
- Aux nos 42-44 : ancien aqueduc Médicis avec la Maison du Fontainier et les réservoirs datant du XVIIe siècle, tous classés aux monuments historiques.
- Le Monument au maréchal Ney de François Rude (1853)[15], place Camille-Jullian, à l'angle avec le boulevard du Montparnasse, peu éloigné du lieu supposé de son exécution, qui eut lieu le 7 décembre 1815 dans un enclos en construction proche de l'avenue de l'Observatoire.
- L'ancienne maternité de Port-Royal.
- No 61 : Observatoire de Paris et le méridien de Paris qui constitue l'axe de l'avenue.

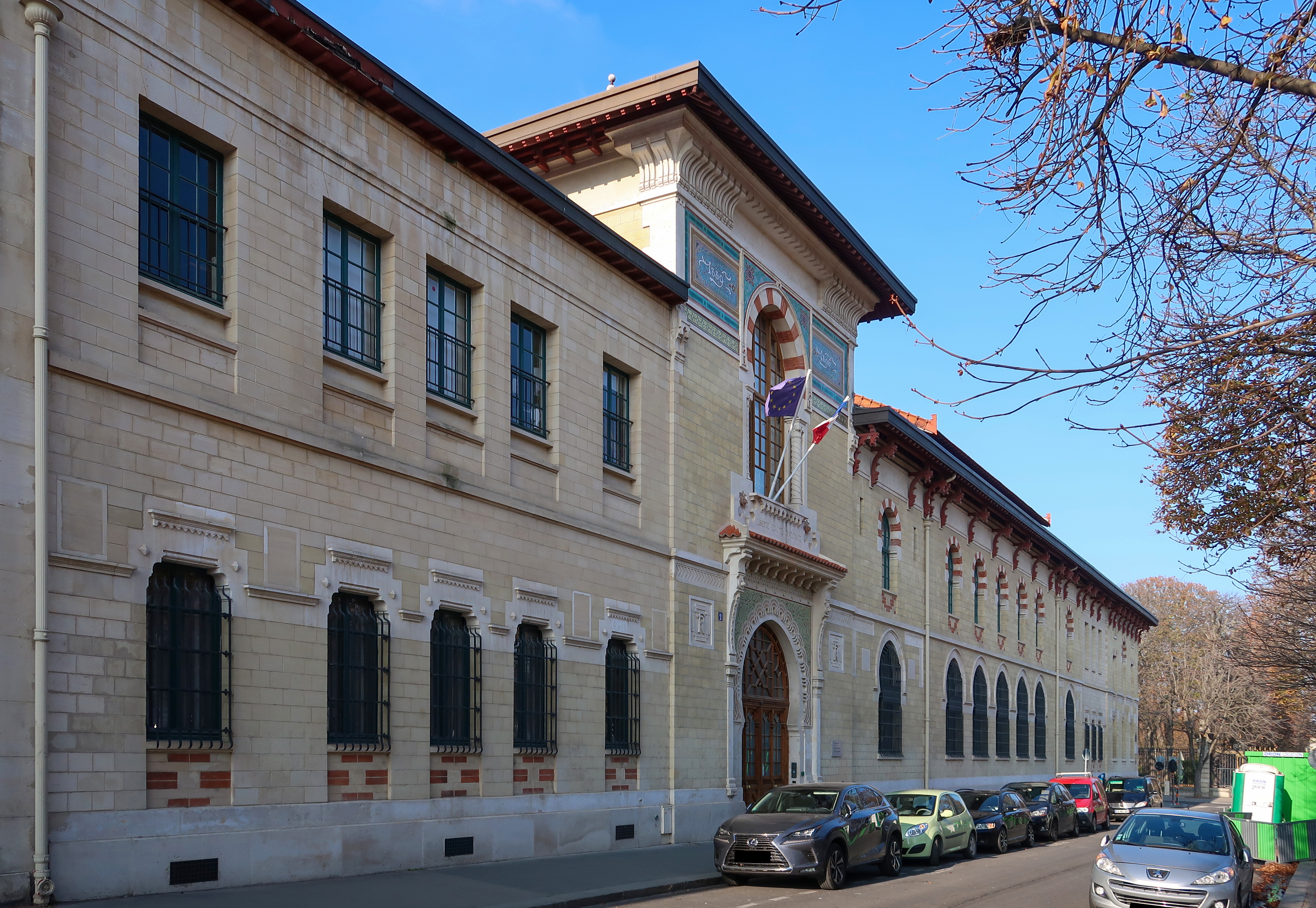
Les bâtiments de l'École nationale d'administration.
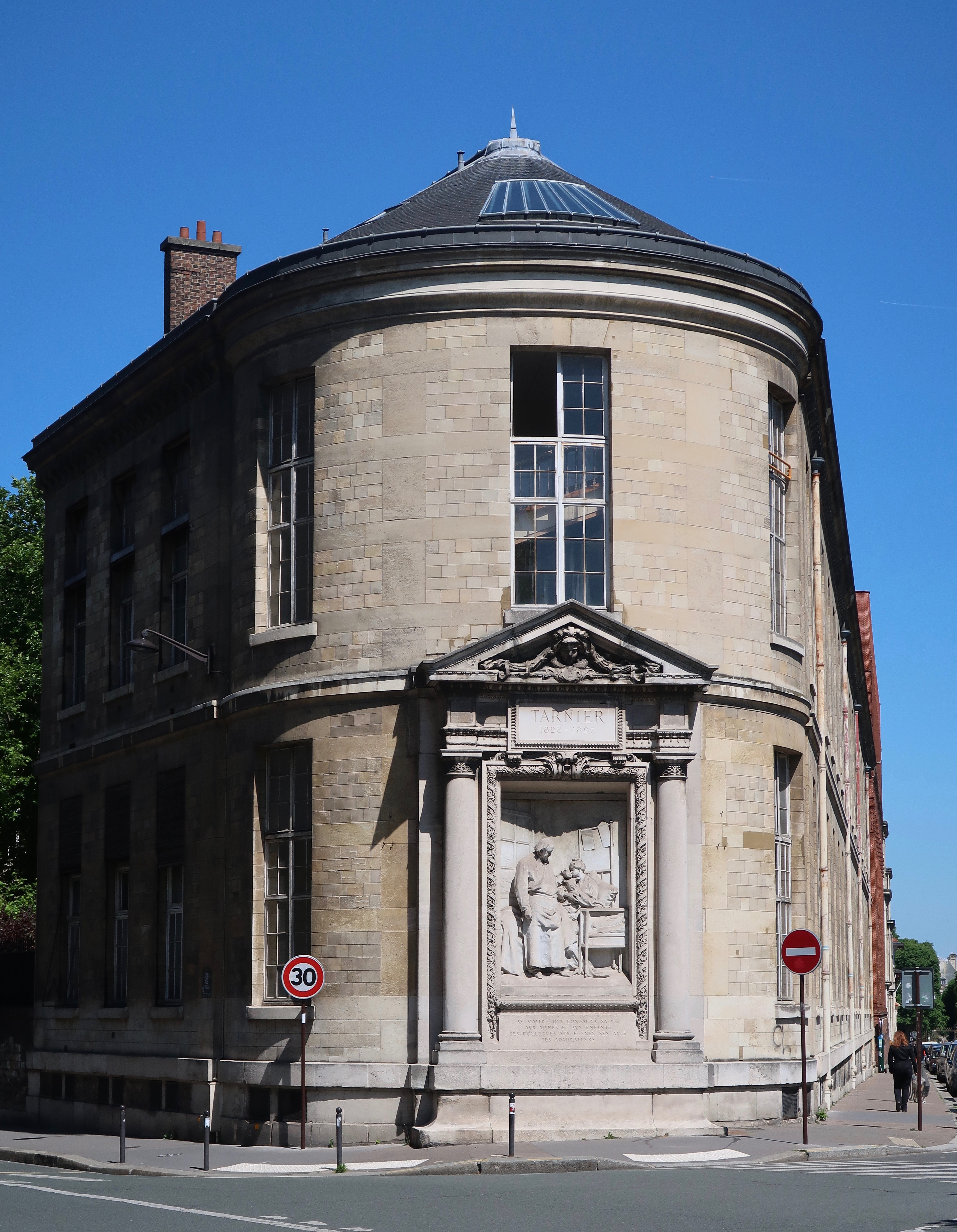
Monument au professeur Tarnier, Denys Puech (1905), sur l'éperon de l'hôpital Tarnier.
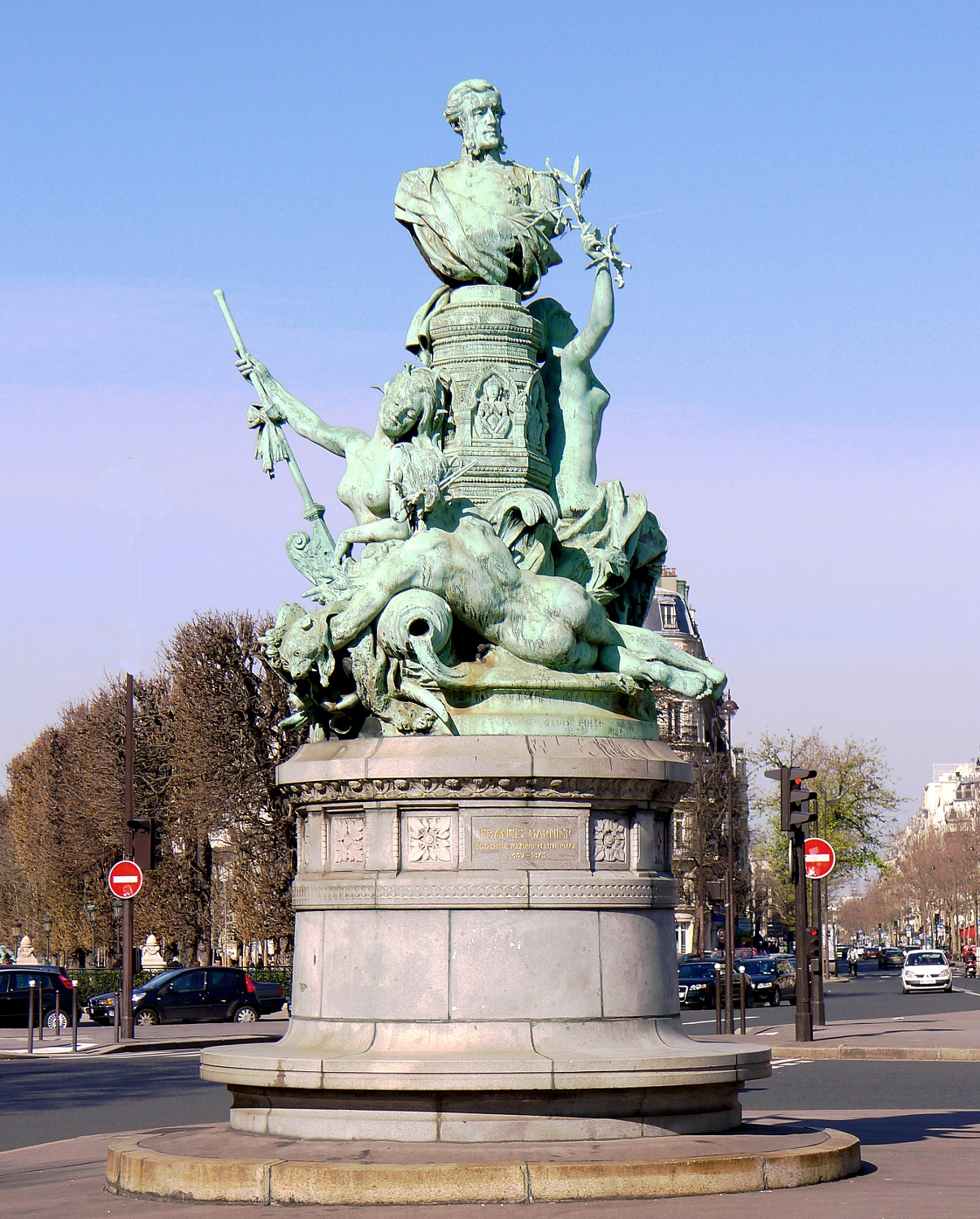
Monument renfermant les cendres de Francis Garnier à Paris.
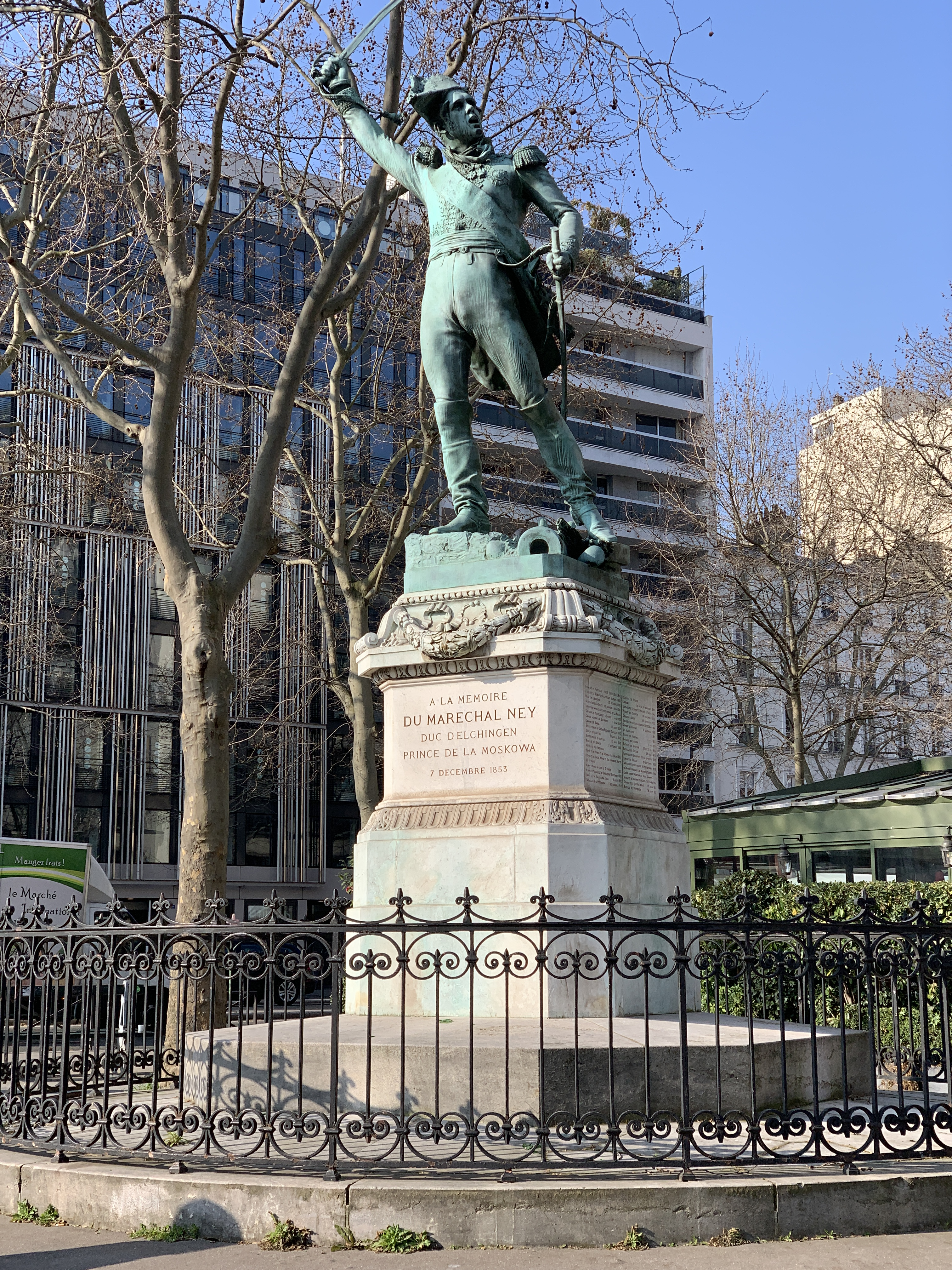
Monument au maréchal Ney, François Rude (1853).
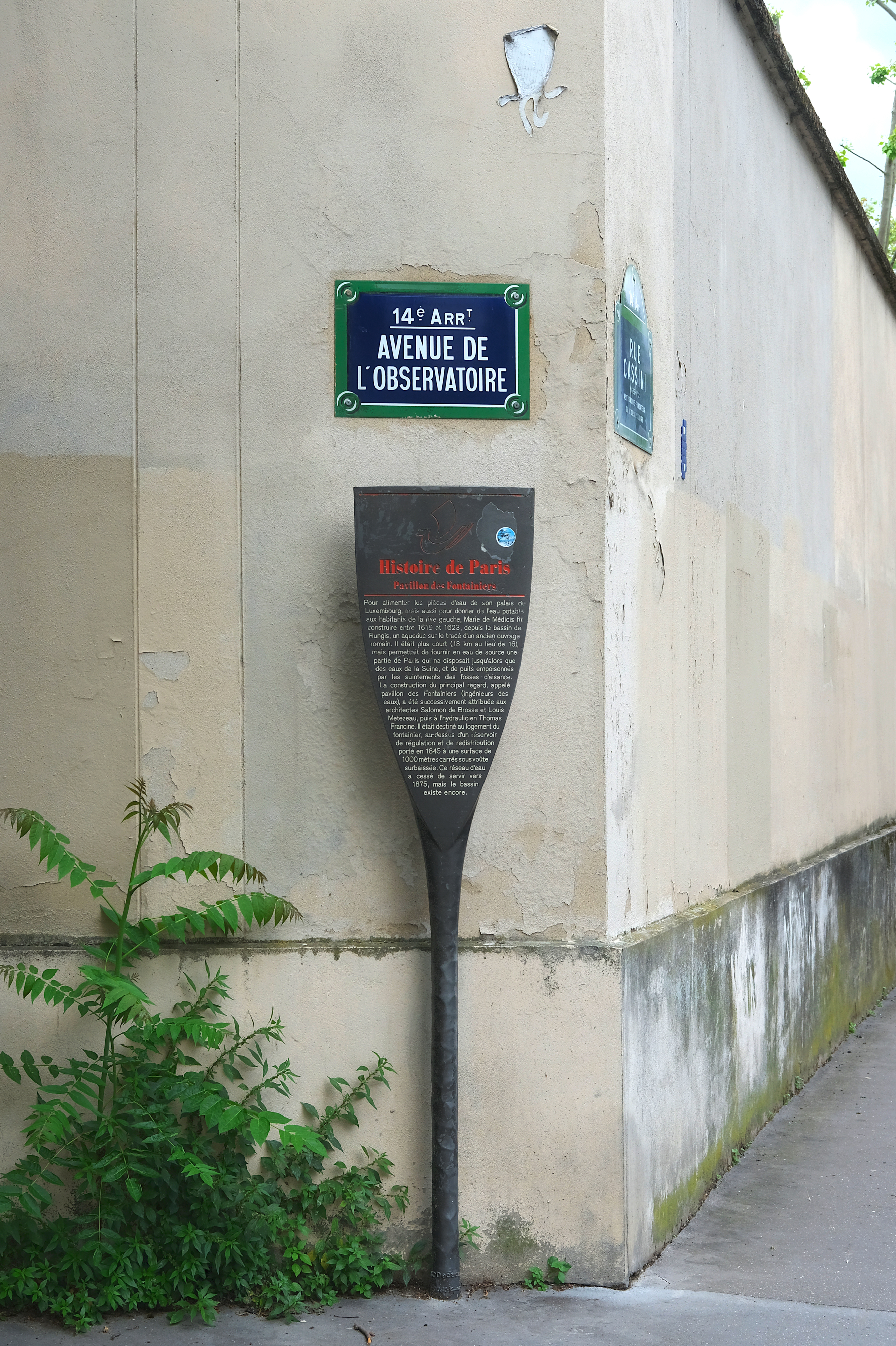
Panneau Histoire de Paris (maison du Fontainier) à l'angle de l'avenue de l'Observatoire et de la rue Cassini.

## Dans la littérature
Dans le roman Ferragus, Honoré de Balzac décrit ce qui était alors l’esplanade de l’Observatoire, en 1833 :

« […] parmi la population sage et recueillie qui, lorsque le ciel est beau, meuble infailliblement l’espace enfermé entre la grille sud du Luxembourg et la grille nord de l’Observatoire, espace sans genre, espace neutre dans Paris. En effet, là, Paris n’est plus ; et là Paris est encore. Ce lieu tient à la fois de la place, de la rue, du boulevard, de la fortification, du jardin, de l’avenue, de la route, de la province, de la capitale ; certes, il y a de tout cela : c’est un désert. Autour de ce lieu sans nom, s’élèvent les Enfants-Trouvés, la Bourbe, l’hôpital Cochin, les Capucins, l’hospice de La Rochefoucauld, les Sourd-Muets, l’hôpital du Val-de-Grâce ; enfin tous les vices et tout les malheurs de Paris ont là leur asile ; et pour que rien ne manquât à cette enceinte philanthropique, la Science y étudie les marées et les longitudes ; M. de Chateaubriand y a mis l’infirmerie Marie-Thérèse ; et les  Carmélites  y ont fondé un couvent. […] Cette esplanade, d’où l’on domine Paris, a été conquise par les joueurs de boules, vieilles figures grises, pleines de bonhomie, braves gens qui continuent nos ancêtres, et dont les physionomies ne peuvent être comparées qu’à celles de leur public, à la galerie mouvante qui les suit. »